# Hong Kong en los Juegos Olímpicos de Múnich 1972
Hong Kong estuvo representado en los Juegos Olímpicos de Múnich 1972 por un total de 10 deportistas masculinos que compitieron en 5 deportes.
El portador de la bandera en la ceremonia de apertura fue el tirador Peter Rull. El equipo olímpico hongkonés no obtuvo ninguna medalla en estos Juegos.